# Diaea bipunctata
Diaea bipunctata är en spindelart som beskrevs av William Joseph Rainbow 1902. Diaea bipunctata ingår i släktet Diaea och familjen krabbspindlar. Inga underarter finns listade i Catalogue of Life.